# Station Châteaubriant
Station Châteaubriant is een spoorwegstation in de Franse gemeente Châteaubriant.

## Geschiedenis
Het gebouw werd opgericht door de Compagnie du chemin de fer de Paris à Orléans (PO), en ingehuldigd op 23 december 1877 bij de voltooiing van de lijn Nantes - Châteaubriant. In 1881 werd het station verbonden met Rennes.
Het station was eertijds een knooppunt met takken in 5 richtingen, namelijk: Nantes, Montoir-de-Bretagne, Ploërmel, Rennes en Sablé-sur-Sarthe.
Enkel de verbinding met Rennes is momenteel nog operationeel voor reizigers en wordt bediend door de TER Bretagne.